# Watson (série télévisée)
Pour les articles homonymes, voir Watson.
Watson est une série télévisée américaine créée par Craig Sweeny et diffusée depuis le 26 janvier 2025 sur le réseau CBS. La série, décrite comme un « drame médical avec des éléments policiers », est centrée sur le personnage du Dr John Watson des histoires de Sherlock Holmes d'Arthur Conan Doyle, avec Morris Chestnut pour interpréter le personnage. C'est la deuxième série de CBS à adapter les histoires de Holmes, après Elementary. Bien que les deux programmes n'aient aucun lien entre eux, leurs équipes créatives se chevauchent.
En mars 2025, Watson a été renouvelée pour une deuxième saison. Elle reviendra en remplacement de la mi-saison au printemps 2026.

## Synopsis
Un an après la mort apparente de Sherlock Holmes aux mains de son ennemi juré Moriarty aux chutes de Reichenbach (« Le dernier problème »), le Dr John Watson reprend sa pratique médicale en ouvrant la « Clinique Holmes » dans la ville de Pittsburgh pour traiter les patients souffrant de problèmes étranges et non identifiables. Cependant, Watson doit bientôt faire face à son passé lorsque des preuves apparaissent indiquant que Moriarty est toujours en vie.

## Distribution

### Acteurs principaux
- Morris Chestnut incarne le Dr John Watson, généticien clinique et ancien détective consultant basé à Londres, qui dirige la clinique Holmes à Pittsburgh, en Pennsylvanie. Pour aider ses patients, il applique un type de raisonnement déductif spécifique et incisif qu'il a appris au cours de ses années de travail avec Sherlock Holmes.
  - Kevin Vidal joue le rôle de Watson en tant que jeune infirmier dans l'épisode « Take a Family History ».
- Eve Harlow dans le rôle d'Ingrid Derian, une neurologue distante mais très compétente, au passé énigmatique. Elle entretient des relations précaires avec ses collègues en raison de ses méthodes discutables et de son attitude rigide.
  - Amanda Arcuri joue une Ingrid adolescente dans l'épisode « Take a Family History ».
- Peter Mark Kendall (en) incarne Stephens Croft et Adam Croft, deux frères jumeaux identiques, spécialistes des maladies infectieuses et de la médecine fonctionnelle à la clinique. Stephens, diplômé de Johns Hopkins, est un bourreau de travail renfermé sur lui-même, tandis qu'Adam, qui a étudié à l'université de Boston, parle trop. Leurs relations sont tendues, car Adam sort avec l'ex-fiancée de Stephens.
- Inga Schlingmann dans le rôle de Sasha Lubbock, une spécialiste affable en rhumatologie et en immunologie. Elle est déchirée entre ses parents biologiques chinois et sa famille adoptive de Dallas.
- Ritchie Coster dans le rôle de Shinwell Johnson, un ancien criminel londonien et une connaissance de Holmes et Watson qui travaille en tant qu'assistant administratif de la clinique, ses relations s'avérant souvent très utiles à l'équipe.
- Rochelle Aytes incarne Mary Morstan, une chirurgienne réputée de la côte Est et l'ex-femme de Watson, qui occupe le poste de directrice médicale de la clinique. Malgré leur divorce imminent, elle entretient une relation de travail productive avec Watson, lui servant de voix de la raison et tentant de maîtriser ses techniques les plus irrégulières.

### Acteurs récurents
- Randall Park dans le rôle du professeur James Moriarty, un génie du crime et l'ennemi juré de Sherlock Holmes qui réapparaît après sa mort présumée avec un programme néfaste[3].
- Kacey Rohl dans le rôle de Hannah, la subordonnée de Moriarty qui oblige Shinwell à exécuter les ordres de son employeur[4].
- Louriza Tronco incarne Reyes, une infirmière de la clinique.

### Invités
- Nat Faxon dans le rôle de Hobie McSorley, un généticien expérimental et vieil ami de Watson à la personnalité haute en couleur[5].
- Kiera Allen (en) dans le rôle de Gigi Grigoryan, la sœur paraplégique d'Ingrid.
  - Beatrice Schneider joue une Gigi adolescente.
- Amanda Crew dans le rôle de Lauren, une avocate et ex-petite amie de Stephens qui sort actuellement avec Adams.
- Matt Berry est la voix de Sherlock Holmes, un brillant détective consultant britannique et le meilleur ami de Watson qui a apparemment été tué aux côtés de Moriarty. La voix de Berry est celle d'une hallucination auditive[6],[7].
- Whoopie Van Raam dans le rôle d'Irene Adler, une escroc et la seule femme à avoir jamais déjoué Holmes, qui se tourne vers Watson dans un moment de désespoir[8].
- Sebastian Billingsley-Rodriguez dans le rôle d'Angus Adler, le jeune fils d'Irène qui pourrait être la progéniture de Sherlock Holmes[9].
- Vincent Gale dans le rôle de Mycroft Holmes, le frère aîné de Sherlock qui a déjà croisé la route de Watson[10].
- Andy Bean (en) joue Ivo Derian, le père d'Ingrid et de Gigi
- Rachel Hayward dans le rôle de l'inspecteur Lestrade, un enquêteur chevronné de la police de Pittsburgh qui est d'abord sceptique à l'égard des théories de Watson[3],[11].

## Production

### Fiche technique
- Titre original : Watson
- Créateur : Craig Sweeny
- Réalisateurs : Craig Sweeny
- Scénaristes : Craig Sweeny, Neal Dusedau, Sharde Miller, Teresa Tuan, Anna Mackey, Jason Inman
- Casting : Gohar Gazazyan
- Direction artistique : Carmen Lee
- Photographie : James Liston, Shamus Whiting-Hewlett
- Montage : Aric Lewis, Sondra Watanabe, Jesse Ellis
- Musique : Paul Leonard-Morgan
- Décors : Dustin Farrell
- Costumes : Kerry Weinrauch
- Producteur : Geoffrey Hemwall
- Producteurs exécutifs :
- Producteur associé :
- Sociétés de productions :
- Sociétés de distribution : CBS (États-Unis)
- Langue : Anglais
- Année de création : 2024
- Pays d'origine : États-Unis
- Format : couleurs — 16:9 HD (1080i) Arri Alexa et Panavision Genesis —
- Son :

### Production
La série a été annoncée en octobre 2022, et sera créée, écrite et produite par Craig Sweeny, qui avait déjà travaillé sur Elementary. La série a été commandée directement en série, sans passer par l'étape du pilote. Le producteur exécutif Larry Teng doit réaliser les deux premiers épisodes,. La musique de la série est jouée par Paul Leonard-Morgan.
Avant la fin de la première saison, en mars 2025, la série a été renouvelée pour une deuxième saison.

### Attribution des rôles
En janvier 2024, Morris Chestnut était attaché à la production exécutive et à l'interprétation du personnage principal. En mai, Peter Mark Kendall et Ritchie Coster ont été annoncés comme les premiers acteurs de la série. En juin, Rochelle Aytes a été choisie pour jouer le rôle de Mary Morstan. Plus tard dans le mois, elle est suivie par Eve Harlow et Inga Schlingmann.

### Tournage
Watson a commencé à tourner à Vancouver en juin 2024. Les lieux de tournage comprennent les studios The Bridge et le campus de l'Université de la Colombie-Britannique. Le tournage s'est achevé le 22 novembre 2024. La série se déroule à Pittsburgh, où certaines scènes extérieures ont été tournées,,,.

## Diffusion
Le premier épisode a été présenté en première mondiale au MIPCOM de Cannes le 20 octobre 2024. La série a été diffusée pour la première fois le 26 janvier 2025 sur CBS, après le match de championnat de l'AFC. En parallèle, cela fut diffusé sur Paramount+. Au Canada, la série est diffusée sur Global et en streaming sur StackTV et depuis le 14 août 2025 sur Addik en version Française.

## Reception

### Réponse critique
Le site web Rotten Tomatoes a rapporté un taux d'approbation de 53 % avec une note moyenne de 5,7/10, basée sur 17 critiques. Le consensus des critiques du site est le suivant : « Transplantant la tradition de Sherlock Holmes dans une procédure médicale, la conception de Watson s'avère maladroite mais reçoit un coup de pouce de l'inusable Morris Chestnut ». Metacritic, qui utilise une moyenne pondérée, a attribué un score de 54 sur 100 sur la base de 16 critiques, ce qui indique des critiques « mitigées ou moyennes ». Le journaliste John Anderson du Wall Street Journal qualifie la série de prometeuse, bien que fournissant quelques gaffes. Gavia Baker-Whitelaw quant à elle, décrit dans le Boston Globe que la série est trop prévisible et que CBS se repose sur une formule qui marche avec des séries comme NCIS, FBI et SWAT. Le site de Allociné donne une note de 3.0 sur 5, sur une moyenne de 3 notes.